# Быковнянские могилы
«Быковнянские могилы» (укр. Биківнянські могили) — мемориальный комплекс в память жертв политических репрессий в Быковнянском лесу вблизи поселка Быковня, Киев. Памятник истории национального значения, с 2006 года имеет статус заповедника национального значения.

## История
Впервые о захоронениях в Быковне написал корреспондент Петер А. Кольмус (нем. Peter Kollmus) в статье «Убийства ГПУ также и в Киеве» («GPU-Morde auch in Kiew») в газете «Berliner Börsen-Zeitung» 29 сентября 1941 года. 8 октября того же года газета «Українське слово» (которая выходила во время немецкой оккупации в Киеве), а 14 октября 1941 года газета «Краковские вести» вернулись к теме Быковни, сообщая, что здесь захоронены жертвы большевистского террора. К тому времени серьёзные основания для этих утверждений были: немцы провели первые раскопки, в результате которых на глубине в полметра были найдены человеческие тела. Дальнейшие раскопки на достаточно большой площади доказали, что здесь второпях похоронили узников киевских тюрем, которых расстреляли после начала войны. (недоступная ссылка) В четырёх с половиной километрах от захоронений жертв НКВД, в 1941—1943 годах существовал Дарницкий лагерь военнопленных.
Массовые захоронения изучались также в 1944—1945 годах Государственной комиссией по установлению фактов кровавых расправ немецко-фашистских захватчиков.
Массовые захоронения были обнаружены в августе 1962 года группой молодых диссидентов, состоявшей из Аллы Горской, Василия Симоненко и Леонида Танюка. Результатом этого открытия стало письмо, адресованное Киевскому городскому совету и получившее название «Меморандум № 2». Со стороны власти никаких реакций не последовало и тема была закрыта.
В 1971 году на месте захоронений начала работать Правительственная комиссия по расследованию преступлений, осуществлённых гитлеровцами в районе Днепровского лесничества — она подтвердила выводы первой: в Быковне похоронены люди, убитые нацистами.
Вопрос о массовых захоронениях опять был поднят во время перестройки. Была создана специальная правительственная комиссия, которая в декабре 1987 года провела тайную эксгумацию тел в Быковнянском лесу. Официальное заключение комиссии гласило, что захороненные под Быковнёй люди это жертвы нацистской оккупации. Ранней весной 1988 года в лесу был установлен памятник с надписью «Здесь похоронены жертвы фашистской оккупации». Однако уже к концу года эта надпись была стёрта. В апреле 1989 года под эгидой генпрокуратуры УССР была проведена очередная эксгумация, на этот раз открытая. Результаты следствия показали, что захороненные под Быковнёй люди являются жертвами репрессий 1930-х годов.
11 июля 1989 года в прессе появилось сообщение о завершении работы комиссии, в котором было названо количество захороненных жертв — 6783. По мнению некоторых авторов, эти данные неполные.
По распоряжению президента Украины Леонида Кучмы от 11 августа 1994 года началось создание мемориального комплекса. Впрочем, распоряжение выполнялось формально.
Премьер-министр Украины Виктор Ющенко 22 мая 2001 года постановлением кабмина Украины № 546/2001 был создан государственный историко-мемориальный заповедник «Быковнянские могилы».
24 июня 2001 года, в рамках визита на Украину, Быковню посетил Папа Римский Иоанн Павел ІІ.

Указом № 400/2006 президента Украины Виктора Ющенко 17 мая 2006 года государственный историко-мемориальный заповедник «Быковнянские могилы» получил статус национального. По мнению В. Ющенко, в Быковне похоронено около 100—120 тысяч репрессированных.

В 2005—2007 годах на территории комплекса проходили мероприятия, освещаемые в прямом эфире государственного телеканала Украины — УТ-1.

## Перезахоронение останков
Перезахоронение останков 817 человек, захороненных под Быковнёй, состоялось 28 октября 2006 года по благословению Патриарха Киевского и всея Украины Филарета (УПЦ КП), архиепископ Переяслав-Хмельницкий Димитрий возглавил заупокойную панихиду.

## В искусстве
- Запрещенный (фильм 2019) - Быковня и останки расстрелянных НКВД упоминаются Аллой Горской в разговоре с отцом